# West Oxfordshire
West Oxfordshire ist ein District in der Grafschaft Oxfordshire in England. Verwaltungssitz ist Witney; weitere bedeutende Orte sind Charlbury, Chipping Norton und Woodstock.

## Geschichte
Der Bezirk wurde am 1. April 1974 gebildet und entstand aus der Fusion des Municipal Boroughs Chipping Norton, des Urban Districts Witney sowie der Rural Districts Chipping Norton und Witney.

## Gliederung
Der Bezirk gliedert sich in 83 Gemeinden (Civil Parish):
| - Alvescot - Ascott-under-Wychwood - Asthall - Aston, Cote, Shifford and Chimney - Bampton - Black Bourton - Bladon - Blenheim - Brize Norton - Broadwell - Bruern - Burford - Carterton - Cassington - Chadlington - Charlbury - Chastleton - Chilson - Chipping Norton - Churchill - Clanfield - Combe - Cornbury and Wychwood - Cornwell - Crawley - Curbridge - Ducklington - Enstone | - Eynsham - Fawler - Fifield - Filkins and Broughton Poggs - Finstock - Freeland - Fulbrook - Glympton - Grafton and Radcot - Great Tew - Hailey - Hanborough - Hardwick-with-Yelford - Heythrop - Holwell - Idbury - Kelmscott - Kencot - Kiddington with Asterleigh - Kingham - Langford - Leafield - Lew - Little Faringdon - Little Tew - Lyneham - Milton-under-Wychwood - Minster Lovell | - North Leigh - Northmoor - Over Norton - Ramsden - Rollright - Rousham - Salford - Sandford St. Martin - Sarsden - Shilton - Shipton-under-Wychwood - South Leigh - Spelsbury - Standlake - Stanton Harcourt - Steeple Barton - Stonesfield - Swerford - Swinbrook and Widford - Tackley - Taynton - Westcot Barton - Westwell - Witney - Woodstock - Wootton - Worton |

Von diesen haben 54 einen eigenen, Churchill und Sarsden sowie Curbridge und Lew einen gemeinsamen Gemeinderat (Parish Council). Die übrigen 27 haben kein derartiges Gremium, stattdessen finden Einwohnerversammlungen statt. Burford, Carterton, Charlbury, Chipping Norton, Witney und Woodstock sind Kleinstädte (Town), dementsprechend heißt der Rat dort Town Council.